# Narciarski bieg na orientację na Zimowej Uniwersjadzie 2025
Bieg na orientację na Zimowej Uniwersjadzie 2025 odbyły się w dniach 19–21 stycznia 2025 w Pragelato. Zawodnicy rywalizowali w trzech konkurencjach.

## Zestawienie medalistów
| Data        | Konkurencja       | Złoto                                       | Srebro                            | Brąz                                              |
| ----------- | ----------------- | ------------------------------------------- | --------------------------------- | ------------------------------------------------- |
| 19 stycznia | Sprint kobiet     | Amanda Yli-Futka                            | Idunn Strand                      | Delia Giezendanner                                |
| 19 stycznia | Sprint mężczyzn   | Teodor Mo Hjelseth                          | Jonatan Ståhl                     | Josef Nagy                                        |
| 21 stycznia | Sztafeta mieszana | Finlandia Niklas Ekström · Amanda Yli-Futka | Szwecja Anna Aasa · Jonatan Ståhl | Szwajcaria Corsin Elias Boos · Delia Giezendanner |

## Tabela medalowa
*   Gospodarz ( Włochy)
| Miejsce | Reprezentacja | Złoto | Srebro | Brąz | Razem |
| ------- | ------------- | ----- | ------ | ---- | ----- |
| 1       | Finlandia     | 2     | 0      | 0    | 2     |
| 2       | Norwegia      | 1     | 1      | 0    | 2     |
| 3       | Szwecja       | 0     | 2      | 0    | 2     |
| 4       | Szwajcaria    | 0     | 0      | 2    | 2     |
| 5       | Czechy        | 0     | 0      | 1    | 1     |
| Razem   | Razem         | 3     | 3      | 3    | 9     |